# Banksia baxteri

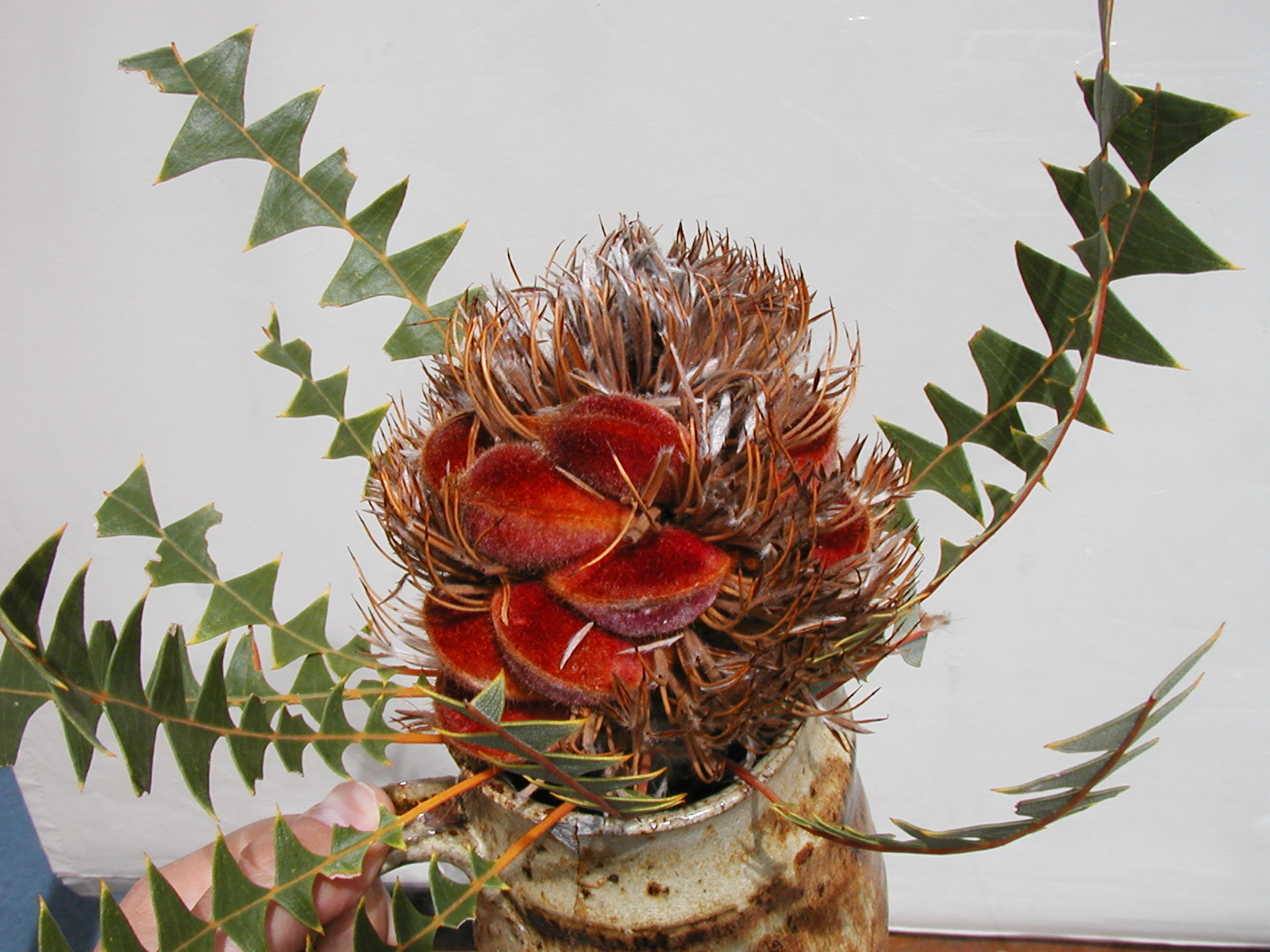
Folículos.

Banksia baxteri é uma espécie de arbusto endêmica da Austrália Ocidental. Possui casca marrom-acinzentada, caules peludos, folhas profundamente serrilhadas com lobos triangulares e flores amarelo-limão dispostas em uma espiga floral oval que cresce nas extremidades dos ramos.

## Descrição
A Banksia baxteri é um arbusto ereto que geralmente atinge entre 1 e 5 metros de altura e não forma lignotúber. Os ramos jovens e as folhas são densamente cobertos por pelos brancos e lanudos quando novos. As folhas têm formato de cunha, com 70 a 170 milímetros de comprimento e 25 a 75 milímetros de largura em seu contorno, sustentadas por um pecíolo de 5 a 15 milímetros. Elas são divididas até o lobo central, com quatro a sete lobos triangulares de cada lado, separados por espaços em forma de V. As flores são organizadas em uma inflorescência oval ampla, com 75 a 86 milímetros de largura, localizada nas extremidades dos ramos. Cada flor individual é amarelo-limão, com uma caliptra de 39 a 43 milímetros de comprimento e um pistilo de 42 a 49 milímetros, ligeiramente curvado. A floração ocorre de dezembro a maio, com maior intensidade entre janeiro e março. Apenas alguns folículos se desenvolvem, medindo 35 a 42 milímetros de comprimento, 17 a 22 milímetros de altura e 15 a 20 milímetros de largura, cercados pelas flores antigas que permanecem.

## Taxonomia e nomeação
A Banksia baxteri foi descrita formalmente em 1830 por Robert Brown no suplemento de sua obra Prodromus Florae Novae Hollandiae et Insulae Van Diemen [en]. Os exemplares-tipo foram coletados por William Baxter [en] nas montanhas próximas ao King George Sound em 1829.
Em 1891, Carl Ernst Otto Kuntze, em sua obra Revisio Generum Plantarum, rejeitou o nome genérico Banksia L.f., argumentando que o nome Banksia já havia sido publicado em 1776 por J.R. Forster e G. Forster para o gênero hoje conhecido como Pimelea. Kuntze propôs Sirmuellera como alternativa, chamando esta espécie de Sirmuellera baxteri. Essa aplicação do princípio de prioridade foi amplamente ignorada por seus contemporâneos, e o nome Banksia L.f. foi formalmente conservado, enquanto Sirmuellera foi rejeitado em 1940.

## Distribuição e habitat
A Banksia baxteri cresce junto a outros arbustos, como o Lambertia inermis [en], geralmente em solos arenosos profundos e ocorre majoritariamente a menos de 50 quilômetros da costa, entre East Mount Barren e Israelite Bay.

## Estado de conservação
A Banksia baxteri é classificada como "não ameaçada" pelo Departamento de Parques e Vida Selvagem do Governo da Austrália Ocidental.

## Ecologia
Um estudo de campo realizado em 1980 em Cheyne Beach demonstrou que ela é polinizada pelo papa-mel-de-olho-branco [en] e pelo  papa-mel-de-faces-brancas.
A Banksia baxteri mantém um banco de sementes aéreas em sua copa na forma de folículos de espigas florais antigas. Esses folículos se abrem com o fogo, liberando grandes quantidades de sementes que germinam e crescem após a chuva. As sementes podem permanecer viáveis por muitos anos; espigas antigas de 9 a 12 anos ainda apresentaram sementes 100% viáveis.

## Uso na horticultura
As sementes não requerem tratamento especial e levam de 21 a 42 dias para germinar.